# 久爾久拉國家公園
久爾久拉國家公園（阿拉伯语：‎），是阿爾及利亞的國家公園，位於該國北部卡比利亞地區，成立於1983年7月23日，以久爾久拉山脈命名，面積82平方公里。